# Партија носорога
Партија носорога (фр. Parti Rhinocéros) је канадска савезна политичке странка. Настала у Монтреалу 21. маја 2006, и призната од стране изборне комисије Канаде као подобна за упис у регистар 16. августа 2007, и као званична политичка партија 23. августа 2007. године.